# Hugo Duro
Hugo Duro Perales (Getafe, Madrid, España, 10 de noviembre de 1999) es un futbolista español que juega como delantero en el Valencia C. F. de la Primera División de España.

## Trayectoria

### Getafe CF
Tras formarse desde los cinco años en la disciplina del Getafe Club de Fútbol, finalmente el 29 de octubre de 2017 hizo su debut con el equipo filial en un encuentro contra el Club Deportivo El Álamo tras sustituir a Carlos Calderón. Cinco días antes debutó con el primer equipo en un encuentro de Copa del Rey contra el Deportivo Alavés. El 17 de marzo de 2018 hizo su debut en la Primera División de España tras sustituir a Jorge Molina en un partido contra la Real Sociedad de Fútbol. El 7 de noviembre de 2019 debutó en competición europea, jugando como titular contra el F.C Basel en Europa League. El 8 de julio de 2020 marcó su primer gol con el primer equipo al Villarreal, tras salir minutos antes desde el banquillo.

### Real Madrid CF
El 27 de agosto de 2020 se hizo oficial su incorporación al Real Madrid Castilla Club de Fútbol de la Segunda División "B" en calidad de cedido durante una temporada con una opción de compra.
El 20 de febrero de 2021, tras haber anotado ocho goles en sus doce primeros encuentros con el Castilla, debutó con el primer equipo del Real Madrid Club de Fútbol jugando unos minutos en la segunda mitad ante el Real Valladolid Club de Fútbol y cuatro días después debutó en la Liga de Campeones contra la Atalanta Bergamasca Calcio tras sustituir a Isco Alarcón en el minuto 76, el segundo de los tres encuentros que disputó en total con el equipo. Finalizó la temporada con veinte partidos disputados con el filial madridista en los que anotó doce goles y que permitió que el equipo fuera uno de los debutantes en la nueva Primera División RFEF a partir de la temporada 2021-22. Los madridistas finalmente no ejercieron la opción de compra, y el 31 de agosto fue cedido al Valencia Club de Fútbol. Antes de que acabara la temporada fue adquirido en propiedad y firmó un contrato hasta 2026.

### Valencia CF
El 31 de agosto de 2021 se oficializa su cesión al Valencia CF y antes de que terminase esa temporada el club lo abonó los 4 millones de € de su opción de compre y firmó un contrato de 4 temporadas hasta 2026.
Debuta el 12 de septiembre de 2021 en una victoria por 1-4 contra Osasuna, saltando al campo en el descanso. En su primera temporada marcó un total de 10 goles , destacando el gol en la final de la Copa del Rey frente al Real Betis en una final que el equipo valencianista perdió en la tanda de penaltis. La siguiente temporada es una temporada en la que el Valencia queda al borde del descenso y Hugo solo consigue marcar apenas 2 goles en toda la temporada. El inicio de la temporada 2023-24 con Rubén Baraja al mando es mucho mejor de lo esperado y el equipo che queda a las puertas de Europa, Hugo Duro registra sus mejores números, marcando 13 goles y repartiendo 4 asistencias. En la temporada 24/25, consigue marcar 11 goles y reparte 2 asistencias en 32 partidos disputados, en diciembre se destituye a Rubén Baraja y contratan a Carlos Corberán como entrenador, el equipo valenciano hace una gran segunda vuelta llegando a luchar por entrar en posiciones europeas en las últimas jornadas. 

## Estadísticas

### Clubes
Actualizado al último partido disputado el 22 de febrero de 2025.
| Club                                | Div.          | Temporada     | Liga  | Liga  | Copas nacionales | Copas nacionales | Copas internacionales | Copas internacionales | Total | Total |
| Club                                | Div.          | Temporada     | Part. | Goles | Part.            | Goles            | Part.                 | Goles                 | Part. | Goles |
| ----------------------------------- | ------------- | ------------- | ----- | ----- | ---------------- | ---------------- | --------------------- | --------------------- | ----- | ----- |
| Getafe C. F. "B" · España           | 3.ª           | 2017-18       | 29    | 12    | ―                | ―                | ―                     | ―                     | 29    | 12    |
| Getafe C. F. · España               | 1.ª           | 2017-18       | 2     | 0     | 1                | 0                | ―                     | ―                     | 3     | 0     |
| Getafe C. F. "B" · España           | 3.ª           | 2018-19       | 24    | 14    | ―                | ―                | ―                     | ―                     | 24    | 14    |
| Getafe C. F. · España               | 1.ª           | 2018-19       | 11    | 0     | 3                | 0                | ―                     | ―                     | 14    | 0     |
| Getafe C. F. "B" · España           | 2.ª B         | 2019-20       | 23    | 11    | ―                | ―                | ―                     | ―                     | 23    | 11    |
| Getafe C. F. "B" · España           | Total club    | Total club    | 76    | 37    | 4                | 0                | 0                     | 0                     | 80    | 37    |
| Getafe C. F. · España               | 1.ª           | 2019-20       | 12    | 1     | 1                | 0                | 2                     | 0                     | 15    | 1     |
| Real Madrid Castilla C. F. · España | 2.ª B         | 2020-21       | 20    | 12    | ―                | ―                | ―                     | ―                     | 20    | 12    |
| Real Madrid Castilla C. F. · España | Total club    | Total club    | 20    | 12    | 0                | 0                | 0                     | 0                     | 20    | 12    |
| Real Madrid C. F. · España          | 1.ª           | 2020-21       | 2     | 0     | 0                | 0                | 1                     | 0                     | 3     | 0     |
| Real Madrid C. F. · España          | Total club    | Total club    | 2     | 0     | 0                | 0                | 1                     | 0                     | 3     | 0     |
| Getafe C. F. · España               | 1.ª           | 2021-22       | 1     | 0     | 0                | 0                | ―                     | ―                     | 1     | 0     |
| Getafe C. F. · España               | Total club    | Total club    | 26    | 1     | 5                | 0                | 2                     | 0                     | 33    | 1     |
| Valencia C. F. · España             | 1.ª           | 2021-22       | 30    | 7     | 6                | 3                | ―                     | ―                     | 36    | 10    |
| Valencia C. F. · España             | 1.ª           | 2022-23       | 30    | 1     | 4                | 1                | ―                     | ―                     | 34    | 2     |
| Valencia C. F. · España             | 1.ª           | 2023-24       | 37    | 13    | 2                | 0                | ―                     | ―                     | 39    | 13    |
| Valencia C. F. · España             | 1.ª           | 2024-25       | 31    | 11    | 1                | 0                | ―                     | ―                     | 32    | 11    |
| Valencia C. F. · España             | Total club    | Total club    | 127   | 32    | 13               | 4                | 0                     | 0                     | 149   | 37    |
| Total carrera                       | Total carrera | Total carrera | 251   | 81    | 18               | 4                | 3                     | 0                     | 285   | 86    |

## Palmarés

### Distinciones individuales
| Distinción                                       | Año  |
| ------------------------------------------------ | ---- |
| Seleccionado en el Once de Oro del Fútbol Draft. | 2018 |

## Vida privada
Inició estudios universitarios de Ingeniería mecánica en la Universidad Carlos III de Madrid.
El 1 de junio de 2024 se casó con la piloto de automovilismo Nerea Martí.